# Islas Chafarinas
Las islas Chafarinas constituyen un archipiélago español del mar Mediterráneo, situado 1,9 millas náuticas (3,52 km) de la costa continental africana. Está constituido por tres islas: isla del Congreso, isla de Isabel  II e isla del Rey Francisco. Están protegidas bajo la forma de Refugio Nacional de Caza. Solo los militares españoles destinados en ellas tienen acceso a las islas, junto con guardas y científicos de la estación biológica.

## Toponimia
El nombre de Chafarinas proviene de la adaptación de la palabra árabe al y'far, que significa "ladrón".
Las islas Chafarinas son señaladas en los itinerarios geográficos latinos como Tres Insulae, y en diferentes cartas con otros diversos nombres como Yezirat Meluia, Yezirat Quebdan, Shaffarin, Yasfárin, Zafarin, Quebdana, Farines, Chiafarina, Aljafarinas o Islas de Maluia.

## Historia

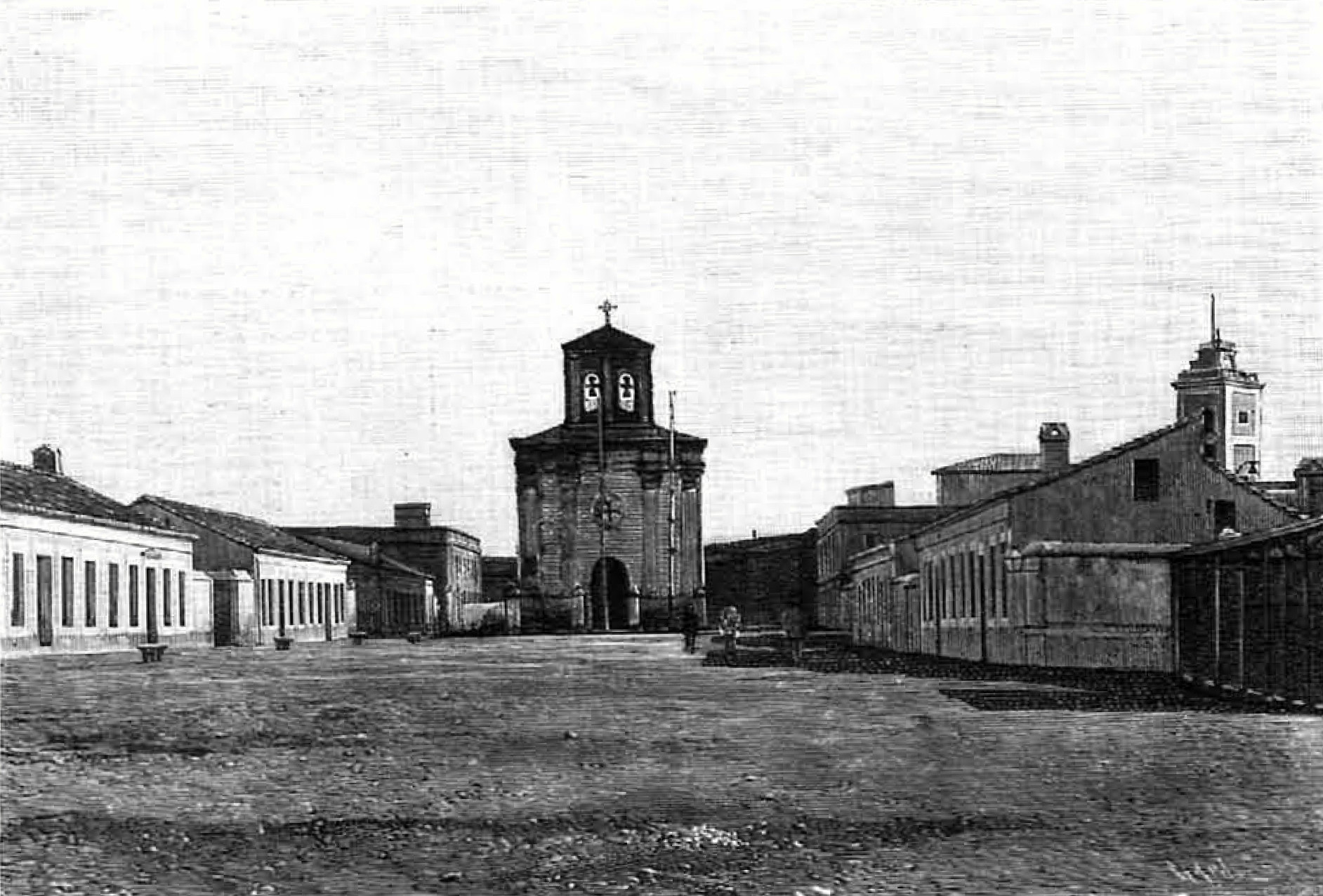
Iglesia de la Purísima Concepción, en la Isla Isabel II, en 1893.

Hay constancia de un yacimiento neolítico de tipo cardial en la isla del Congreso fechado en la segunda mitad del V milenio a. C.
Las islas Chafarinas pertenecen a España desde el 6 de enero de 1848, día en que fueron ocupadas por la expedición enviada al mando del general Serrano, bajo el reinado de Isabel II, con varios buques de guerra procedentes de Málaga. Hasta entonces habían sido consideradas como terra nullius. 
La casualidad jugó un papel importante en este episodio, ya que fue un oficial español del cuerpo de Ingenieros quien, acompañando al ejército francés en Argel, se entera de la intención de los galos de ocupar este territorio. Así, el Gobierno español decide adelantarse y envía una flotilla que toma posesión de las islas unas horas antes de la llegada de los franceses, quienes buscaban una posición estratégica frente al valle de Muluya, y no muy lejos de Marruecos. Por su parte, para España significaba un apoyo a la comunicación entre Melilla y la península. Una pequeña expedición al mando del mariscal MacMahon salió de Orán por mar y por tierra para tomar posesión de las islas. Cuando llegaron los franceses, los españoles ya habían ocupado las islas en nombre de la reina Isabel II. Son oficialmente territorio de España desde el 6 de enero de 1848, y ese mismo año se estableció una guarnición de 650 soldados en la Isla Isabel II.
Tras la guerra de África, Marruecos reconoce mediante la firma del Tratado de Wad-Ras la soberanía española sobre el archipiélago. En 1884 se instalaron varios cañones Elorza de hierro zunchado, de 24 cm, y modelo 1881, en la isla de Isabel II, trasladados en el 2017 a Melilla.
Después de la conquista de Melilla por España en 1497, las islas fueron utilizadas periódicamente por la población melillense como cantera de piedra y materiales de construcción, y de forma permanente a partir del siglo XVII. Hacia finales del siglo XIX, además de su función militar, se utilizaron como zona de cuarentena para los barcos de inmigrantes que llegaban de América y como centro de convalecencia para los soldados heridos en escaramuzas con Marruecos. A finales de siglo, el hospital de la Isla Isabel II contaba con más de 450 pacientes. De 1880 a 1898, se utilizaron como lugar de confinamiento, presidio, para algunos independentistas cubanos, entre otros, el Emilio Bacardí Moreau. A partir de 1927, las islas fueron abandonadas paulatinamente por la población civil, que se trasladó a la costa de el Rif, especialmente a Cabo de Agua (Ras el Ma), entonces bajo protectorado español.
Actualmente, los únicos habitantes de las islas son el personal militar vinculado a la comandancia de Melilla. Además de garantizar la seguridad de las aguas territoriales españolas, son responsables de la aplicación del Real Decreto 1115/82, de 17 de abril de 1982, por el que se declaran las Chafarinas reserva natural.

## Geografía

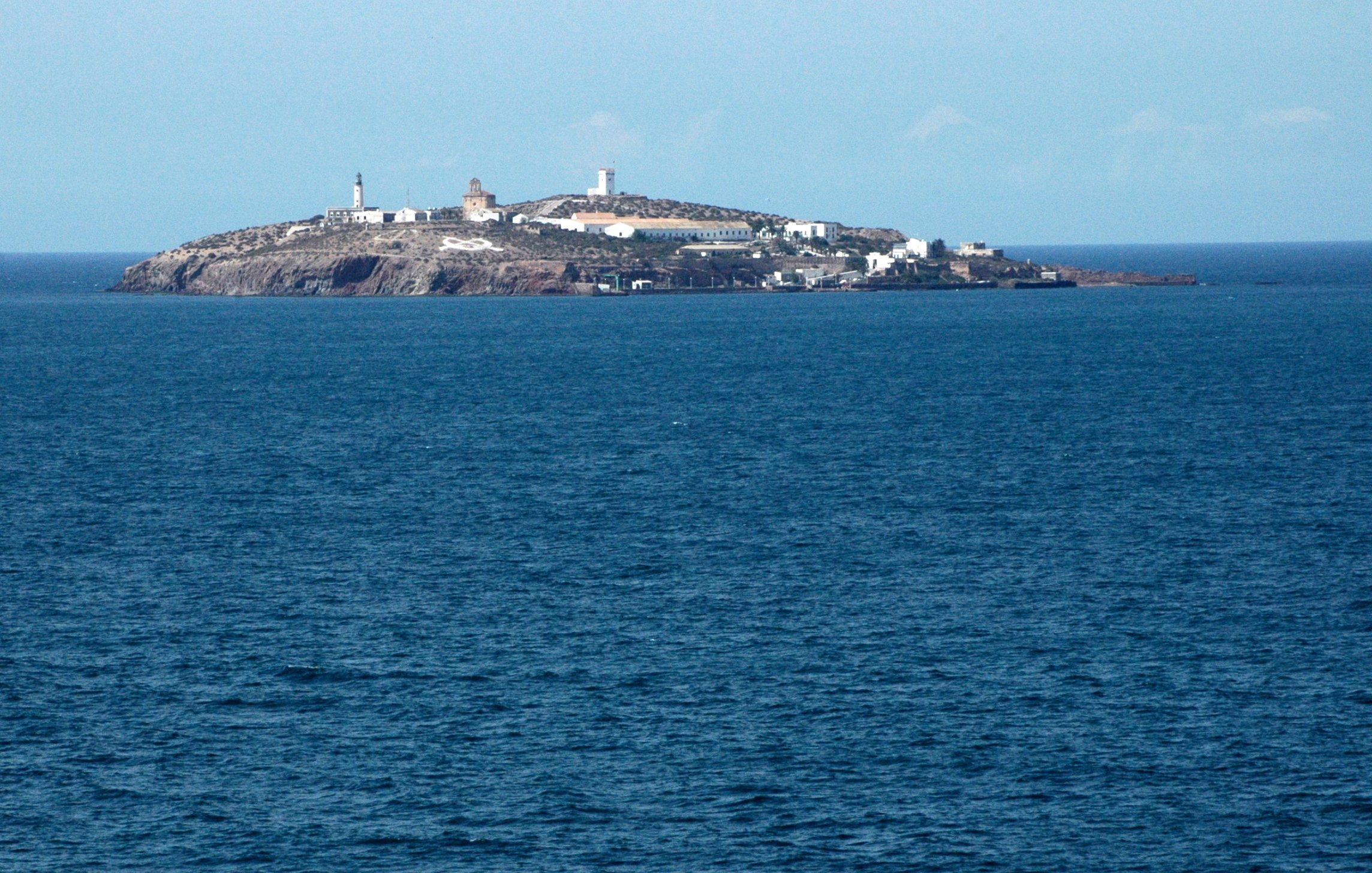
Isla Isabel II, la central de las Chafarinas

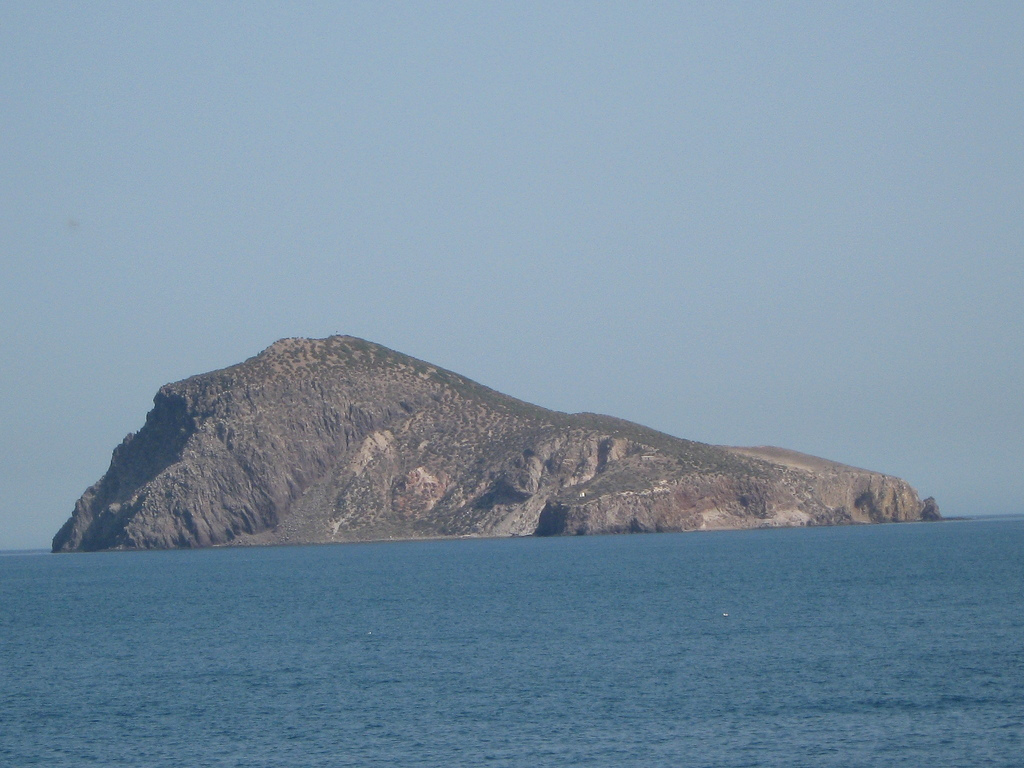
Vista de la isla del Congreso

El archipiélago de las Chafarinas se encuentra situado al sur de la península ibérica en la zona meridional del mar de Alborán (35° 11′ N 2° 26′ W), a unas 27 millas náuticas al este de Melilla y a 1,9 al norte de Cabo de Agua, en la costa marroquí.
Las islas se encuentran separadas de la costa africana por una plataforma continental relativamente uniforme y de escasa profundidad (10-15 m), que recibe la influencia sedimentaria del río Muluya, cuya desembocadura está próxima a la frontera con Argelia. 
De origen volcánico, consta de tres islas denominadas:
- Congreso. Es la isla más occidental, la de mayor tamaño (22,5 ha) y la más alta; su cima alcanza los 137 m s. n. m.
- Isabel II (15,9 ha; 35 m s. n. m.) se encuentra entre las otras dos, separada 1 km de la anterior y unos 175 m de la Rey Francisco. Es la única de las tres habitada.
- Rey Francisco. Es la isla más oriental, pequeña (12,7 ha) y de menor altura (31 m s. n. m.) de las tres.

## Datos básicos
Coordenadas geográficas: Latitud 35° 11' Norte, Longitud 2° 26' Oeste
Superficie terrestre: 52,5 ha
- Isla del Congreso: 25,6 ha (máxima altitud: 137 m s. n. m. en Isla Congreso)
- Isla de Isabel II: 15,3 ha
- Isla del Rey: 11,6 ha

Superficie marina protegida bajo la figura de Refugio Nacional de Caza: 261,9 ha (máxima profundidad: 60 m)
Temperatura media anual: 19,5 °C
- Temperatura máxima: 41,1 °C (promedio 23,3 °C)
- Temperatura mínima: 5,2 °C (promedio 16,5 °C)
- Humedad relativa media anual: 76,9%
- Presión atmosférica media anual: 1.017,8 hPa.
- Pluviosidad: 297,2 mm/año.

Medio terrestre: Más de 180 especies vegetales (15 endemismos norteafricanos o iberoafricanos). Especies animales: 12 especies de reptiles (1 endémica), 90 especies de aves (10 reproductoras), 153 especies de invertebrados (11 gasterópodos o “caracoles”, 12 isópodos o “cochinillas”, 74 arácnidos y 56 coleópteros o “escarabajos”… 
Medio marino: 64 especies de algas, 26 de equinodermos, 150 anélidos, 60 especies de peces, etc.
Extensión: 0,747 km²
Altitud máxima: Cerro Nido de las Águilas en la isla del Congreso con 137 m sobre el nivel del mar.

### Población
Las islas Chafarinas carecen de población estable. En la isla Isabel II se encuentra una pequeña guarnición militar perteneciente actualmente al Tercio Gran Capitán n° 1 de la Legión, compuesto por unas 30 personas al mando de un teniente, además de personal de Transmisiones, de la Compañía de Mar y un Oficial Enfermero del Cuerpo Militar de Sanidad; sumando a los 30 militares, hay un equipo de civiles por cuenta del Organismo Autónomo Parques Nacionales (antiguo ICONA) del Ministerio de Medio Ambiente español.

### Valores naturales
Están presentes en Chafarinas 9 de los 11 invertebrados marinos catalogados en peligro de extinción en España. Entre ellos, la lapa ferruginosa (Patella ferruginea), primera especie de invertebrado con una "Estrategia Nacional de Conservación" en España, para la que las Chafarinas son calificadas de auténtico santuario, con una población estimada de 42 30  ejemplares adultos. Alberga la segunda colonia mundial de gaviota de Audouin (Ichthyaetus audouinii) con más de 2000 parejas reproductoras, y el segundo contingente más numeroso de España de Pardela cenicienta.
Las islas y el rectángulo marino que las inscribe fueron designadas como Refugio Nacional de Caza en 1982 (Real Decreto 111 582, y posteriormente declaradas como ZEPA (Zona de Especial Protección para las Aves) en 1989 por la presencia de especies de aves como las ya anteriormente mencionadas pardela cenicienta y la gaviota de Audouin y también el águila pescadora, ave rapaz que habita tanto en agua dulce como agua salada, presente en la mayoría de las islas españolas.
Desde julio de 2006 es Lugar de Importancia Comunitaria (LIC) de la Red Natura2000

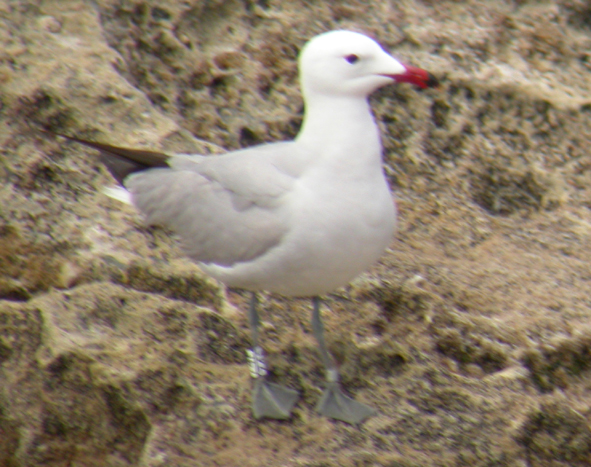
Gaviota de Audouin.

Otras especies que destacan son: la barracuda, serviola, Pulpo (Octopus vulgaris), Elisella paraplexauroides, la planta Posidonia oceanica, Charonia, Dendrophylia ramea, la medusa pelagia, y peces del género Diplodus (sargo, sargo imperial, mojarra, raspallón, etc.)
Sin embargo, las islas Chafarinas también mantenían la última población española de focas monje (Monachus monachus) en peligro crítico de extinción. 
Entre los reptiles de estas islas cabe mencionar el eslizón de Chafarinas (Chalcides parallelus). En los fondos marinos hay gran cantidad de equinodermos, como el pepino de mar, la ofiura, la estrella de mar espinosa o los erizos de mar.
Las Chafarinas fueron el objeto de estudio de la primera tesis doctoral leída sobre el medio natural africano. Luis Bescansa Casares, farmacéutico militar destinado en el Hospital de Chafarinas entre septiembre de 1900 y 1901, herborizó el material necesario para defender en la Universidad Central el 21 de junio de 1902 su tesis doctoral “Herborizaciones fanerogámicas en las islas Chafarinas y sus inmediaciones del Campo Moro”.
Por el Real Decreto 190/2018, de 6 de abril, se aumentó su nivel de protección y territorio extensión de Zona de especial protección para las aves LIC ES6300001 de la región biogeográfica mediterránea de la Red Natura 2000.

## Valores arqueológicos y patrimonio
En la isla de Isabel II se conservan algunos edificios interesantes:
- La iglesia de la Purísima Concepción, construida a mediados del siglo XIX en estilo clásico. Contiene retablo y mantiene apenas techumbre tras el postrer mantenimiento de mediados del siglo XX.
- La torre de la Conquista, atalaya de la misma época.
- El faro, de principios del siglo XX.
- En la isla del Congreso yace El Zafrín, un poblado neolítico del V milenio a. C., de tipo cardial, que ha producido una gran cantidad de material arqueológico, sobre todo cerámico. Está siendo excavado desde el año 2000 por miembros del Instituto de Cultura Mediterránea.
- También se destacan los restos del dique del puerto que une las islas Isabel II y Rey Francisco, diseñado por el ingeniero Manuel Becerra, y que destruyó el temporal del 13 de marzo de 1914.

## Las islas Chafarinas en la cultura popular
En 1990 el escritor español Fernando Lalana publicó una novela juvenil de intriga titulada Morirás en Chafarinas, cuya acción transcurría en parte en la Isla de Isabel II, y que cinco años más tarde tuvo una adaptación cinematográfica por parte del director Pedro Olea. La novela obtuvo en 1991 el Premio Nacional de Literatura Infantil y Juvenil. Nueve años más tarde, en 1999, el autor publicó una continuación titulada Conspiración Chafarinas.